# Laufeia scutigera
Laufeia scutigera är en spindelart som beskrevs av Zabka 1985. Laufeia scutigera ingår i släktet Laufeia och familjen hoppspindlar. Inga underarter finns listade i Catalogue of Life.